# Metal·lole
Els metal·loles són compostos químics derivats del ciclopentadiè en els quals l'àtom de carboni en posició 5, el carboni saturat, està substituït per un heteroàtom. Alguns d'aquests compostos es descriuen com compostos organometàl·lics, però en la llista de sota també hi són presents uns quants metal·loides. Molts metal·loles són fluorescents i es fan servir en diodes del tipus OLEDs i en altres aplicacions.
Els metal·loles es poden considerar com anàlegs estructurals del pirrole i inclouen:
| Nom      | M  | d(M-C), Å | d(M-H), Å | α(C-M-C), ° | E, kJ/mol |
| -------- | -- | --------- | --------- | ----------- | --------- |
| Pirrole  | N  | 1.37      | 1.01      | 110         | 0         |
| Fosfole  | P  | 1.81      | 1.425     | 90.5        | 67        |
| Arsole   | As | 1.94      | 1.53      | 86          | 125       |
| Estibole | Sb | 2.14      | 1.725     | 80.5        | 160       |
| Bismole  | Bi | 2.24      | 1.82      | 78          | 220       |